# Andromeda (televisieserie)
Andromeda is een sciencefictiontelevisieserie die liep van 2000 tot 2005, gebaseerd op ongebruikt materiaal van Gene Roddenberry, die ook Star Trek bedacht.

## Verhaal
De serie gaat over de Andromeda Ascendant, een ruimteschip van het Gemenebest van Stelsels (Systems Commonwealth), een democratische alliantie die ooit drie sterrenstelsels en miljoenen werelden omvatte. Door een opstand van de Nietzscheanen, een genetisch aangepaste tak van de mensheid die een strikte interpretatie van Friedrich Nietzsches filosofie naleeft, valt het Gemenebest.
De Andromeda, met zijn gezagvoerder Dylan Hunt, komt echter in de greep van een zwart gat en zijn tijdsdilatatie. Als gevolg hiervan lijkt voor Hunt maar een ogenblik voorbij te zijn gegaan, terwijl de tijd in de rest van het heelal in een veel sneller tempo verloopt.
Zo zijn er driehonderd jaar voorbij als de Andromeda Ascendant uit de invloedssfeer van het zwarte gat wordt getrokken door een groepje avonturiers, die aanvankelijk van plan zijn het schip te verpatsen. Hunt komt tot de schokkende conclusie dat het Gemenebest niet langer bestaat en dat het is vervallen in een nieuw soort 'Middeleeuwen'. Zijn bemanning, die tijdens de slag tegen de Nietzscheanen bevel kreeg het schip te verlaten, is natuurlijk al lang overleden. Hunt weet echter de bemanning van het 'jutterschip' ervan te overtuigen zijn bemanning te worden. Tegen alle verwachtingen in doen hij en zijn nieuwe bemanning een poging het Gemenebest te herstellen.

## Rolverdeling
- Kevin Sorbo als Dylan Hunt
- Lisa Ryder als Beka Valentine
- Keith Hamilton Cobb als Tyr Anasazi
- Gordon Michael Woolvett als Seamus Harper
- Laura Bertram als Trance Gemini
- Lexa Doig als Andromeda Ascendant, Rommie, Andromeda
- Brent Stait als Rev Bem (seizoen 1 en 2)

### Gastacteurs
- Steve Bacic als Gaheris Rhade
- John de Lancie als Uncle Sid
- James Marsters als Charlemagne Bolivar
- Michael Shanks als Gabriel
- Tony Todd als Fehdman Metis
- William B. Davis als Professor Logitch
- Alex Diakun als Hohne
- John Tench als Gerentex
- Dylan Bierk als Freya
- Brent Stait als Rev Bem (seizoen 3)
- Erica Durance als Amira (seizoen 4)